# 拉勐河
拉勐河（佤语：Rom si viex）是中华人民共和国云南省沧源佤族自治县的一条跨境河流，属澜沧江水系。上游为发源于安墩山的刀里河（正源）、马科西山的格龙若毛河、邦盆山的单甲河。是岩帅镇和单甲乡的界河，流经勐省坝时与贺勐河汇合形成勐省河，后与永安河注入小黑江。径流面积210.2平方公里，主河长约38千米，平均坡降8.68‰，年径流量3.2亿立方米，平均流量21.7立方米/秒，水力资源理论蕴藏量10.29万千瓦。流域内最高程2,469米，河口高程约932米。河上建有装机250千瓦的贺勐电站和700千瓦的勐省农场电站。

## 资料来源
1. ↑  颜其香等. . 云南民族出版社. 1981.[]
2. ↑  沧源佤族自治县地方志编撰委员会. . 昆明: 云南民族出版社. 1998年12月: 56. ISBN 978-7-5367-1498-4.
3. ↑  沧源佤族自治县概况编写组、修订委员会. . 北京: 民族出版社. 2007年11月: 8. ISBN 978-7-105-08553-8.
4. ↑  沧源佤族自治县民族中学地理室; 沧源佤族自治县交通局. . 昆明: 云南科技出版社. 2002年12月: 19. ISBN 7-5416-1753-9.
5. ↑  施玉. . ein.ynnu.edu.cn. 佤族大辞典. 2013-01-07  [2017-12-15]. （原始内容存档于2017-12-16）.